# Чопра, Майкл
Ро́ки Ма́йкл Чо́пра (англ. Rocky Michael Chopra; родился 23 декабря 1983, Ньюкасл, Англия) — английский футболист, нападающий. Играл за английские сборные разных возрастов, кроме главной.

## Карьера

### Клубная
Родился 23 декабря 1983 года в английском городе Ньюкасл-апон-Тайн. В 1993 году был приглашен в академию «Ньюкасл Юнайтед». Чопра успешно играл за молодёжную команду и в сезоне 2000/01 забил 28 мячей в юниорской Премьер-Лиге. В декабре 2000 года подписал с «Ньюкаслом» первый профессиональный контракт. 6 ноября 2002 года дебютировал в клубе, выйдя на замену в кубке Англии, в матче против «Эвертона».
В 2003 году провёл половину сезона находясь в аренде у клуба «Уотфорд». Неплохо себя показав, в 2004 году был арендован «Ноттингем Форестом», а вторую половину сезона доиграл в «Барнсли».
Возвратившись из аренды, Майкл Чопра не смог пробиться в основной состав команды, изредка выходя на замены. В июне 2006 года переходит в «Кардифф Сити», за него было заплачено около 500.000£. Хорошо начав сезон в Чемпионшипе, он забил два мяча в первом же матче. Чопра став основным нападающим в команде, забил 22 мяча в 42 матчах.
17 июля 2007 года за 5 миллионов £ переходит в «Сандерленд», подписав контракт на 4 года. В дебютном матче забивает гол в ворота «Богемианс». В сезоне 2007/08 он забил 6 мячей в 33 матчах. Во второй половине следующего сезона возвращается в «Кардифф», на правах аренды. В 2009 году «Кардифф» выкупил его трансфер за 3 миллиона £.
И июне 2011 года поступило предложение от «Ипсвич Таун», на что Майкл Чопра ответил согласием. За 1 миллион £ он официально подписал контракт на 3 года. В дебютном матче против «Бристоль Сити», забил два гола.

### В сборной
Отец Майкла — выходец из Индии. В ноябре 2010 года Всеиндийская футбольная федерация предложила Чопре принять подданство их страны и стать игроком сборной, чтобы усилиться перед кубком Азии. Но гражданство получить не удалось. Но игрок надеется получить его в будущем.

## Личная жизнь
В октябре 2007 года женился на Хитер Суон. 15 февраля 2008 года у молодой пары родился сын Себастьян Рокко Томас Чопра.